# زبان بطری
زبان بَطِری (بٹیری ، बटेरी) یک زبان هندوآریایی است که در ناحیهٔ کوهستانِ پاکستان و ایالت جامو و کشمیر هند صحبت می‌شود. 

## وضعیت
تحقیقات کمی در مورد این زبان انجام شده است و در حال حاضر این زبان توسط سازمان‌هایی مانند FLI (انجمن ابتکارات زبان (Forum for Language Initiatives)، یک مرکز منابع زبانی پاکستانی مستقر در اسلام‌آباد) ، در حال مطالعه و بررسی است. این زبان در حال حاضر نانوشته است، اما ممکن است در آینده نزدیک به نگارش درآید.